# Taenerema hoenei
Taenerema hoenei är en fjärilsart som beskrevs av Max Wilhelm Karl Draudt 1950. Taenerema hoenei ingår i släktet Taenerema och familjen nattflyn. Inga underarter finns listade i Catalogue of Life.